# Miami Air International

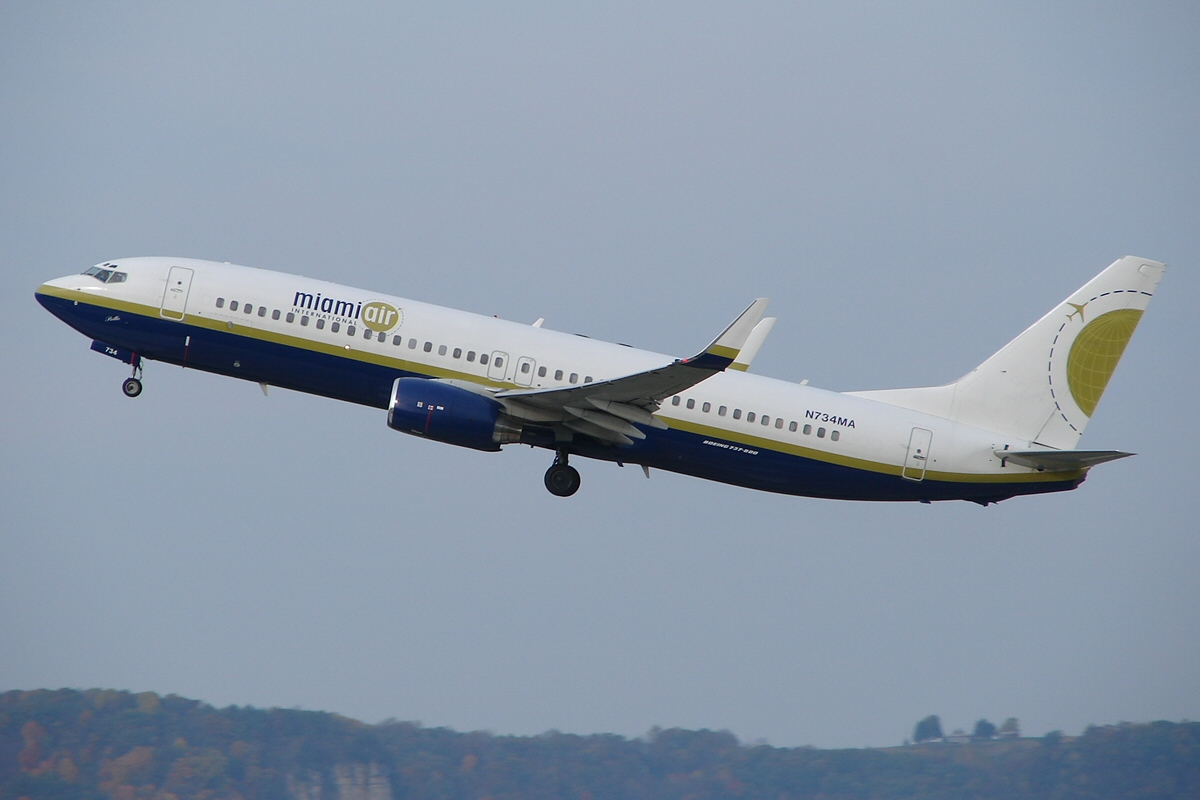
Boeing 737-800 der Miami Air International

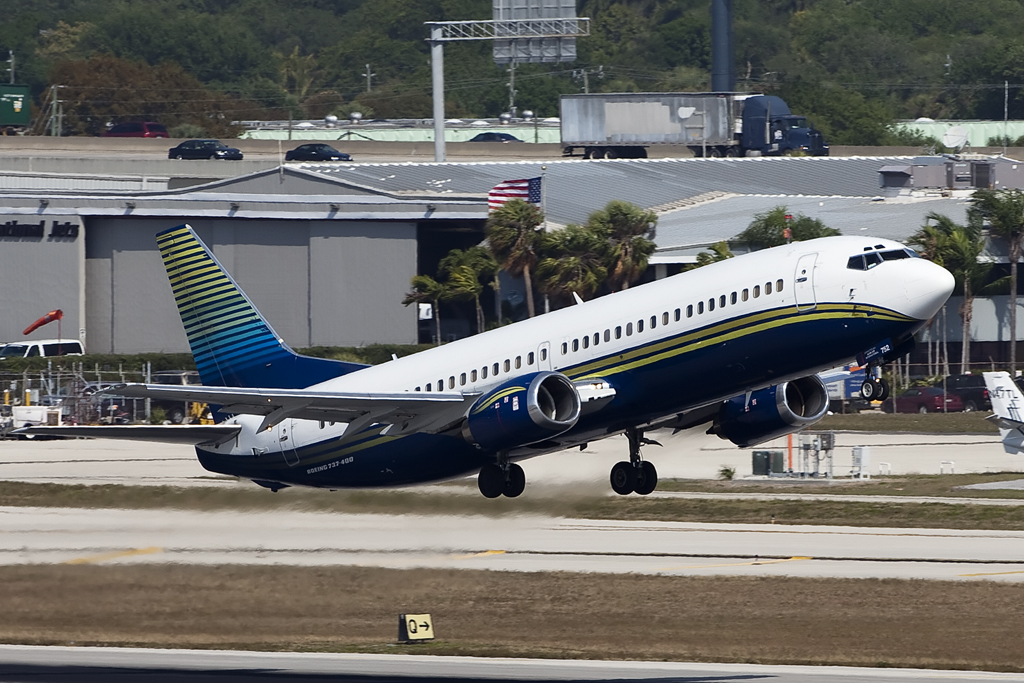
Boeing 737-400 der Miami Air International

Miami Air International ist eine US-amerikanische Charterfluggesellschaft mit Sitz in Miami und Basis auf dem Miami International Airport. Im Mai 2020 meldete die Fluggesellschaft Insolvenz an. Im November 2020 wurde die erste Boeing 737-800 für den Neustart ausgeliefert.

## Geschichte
Miami Air International wurde 1991 gegründet. Das Angebot richtete sich vor allem an Geschäftskunden, laut eigener Aussage flog die Airline für Fortune-Global-500-Unternehmen, Sportteams und große Kreuzfahrtlinien. Dabei konnte das charternde Unternehmen den gesamten Flug nach seinem Geschmack abstimmen: gezeigtes Kinoprogramm, Catering, sogar das Logo auf der Kopfstütze der Sitze konnte individuell angepasst werden. Auch der Start- und Zielflughafen waren frei wählbar, wobei die maximale Flugzeit der Boeing 737 sechs Stunden beträgt.
Tomas Romero, der Besitzer der Caribbean Sun Airlines Inc. (World Atlantic Airlines), übernahm Miami Air International samt allen Zertifikaten und Markenrechten Ende Mai 2020 für 3,3 Millionen Dollar, bei der Insolvenzauktion. Eine neue "Miami Air" sollte mit denselben Flugzeugtypen und einem Teil des Personals der alten Airlines neustarten.

## Flugziele
Miami Air International war eine reine Charterfluggesellschaft. Neben dem Einsatz für andere Airlines transportierte sie beispielsweise für das Air Mobility Command der United States Air Force unter dem Civil Reserve Air Fleet Programm Truppen und Fracht.

## Flotte

### Aktuelle Flotte
Die Flotte mit Stand Juni 2022, besteht aus zwei Flugzeugen:
| Flugzeugtyp    | aktiv | bestellt | Anmerkungen                                                  | Sitzplätze (Business/Economy)     |
| -------------- | ----- | -------- | ------------------------------------------------------------ | --------------------------------- |
| Boeing 737-800 | 2     |          | mit Winglets ausgestattet; von Leasinggesellschaften geleast | 68 (68/–) 118 (48/70) 168 (–/168) |
| Gesamt         | 2     | –        |                                                              |                                   |

### Ehemalige Flugzeugtypen
In der Vergangenheit setzte Miami Air International bereits folgende Flugzeugtypen ein:
- 2 Boeing 737-400 wurden von 2006 bis 2017 betrieben[5]
- 2 McDonnell Douglas DC-9-87/MD-87 wurden November 2000 bis Dezember 2001 bzw. Januar 2002 betrieben.[5]

## Zwischenfälle
- Am 3. Mai 2019 schoss eine Boeing 737-800 (Luftfahrzeugkennzeichen N732MA) mit 7 Besatzungsmitgliedern und 136 Passagieren an Bord auf dem Flug vom Leeward Point Field in Guantánamo Bay, Kuba nach Jacksonville, Florida über die Landebahn der Jacksonville Naval Air Station (IATA: NIP, ICAO: KNIP) hinaus und stürzte in einen Fluss. Das Flugzeug wurde stark beschädigt, 21 Insassen erlitten Verletzungen (siehe auch Miami-Air-Flug 293).[6][7]